# كانديرو
كانديرو (بالإنجليزية: Candiru)‏ (يعرف أيضا بسمك خلة الأسنان أو السمك مصاص الدماء) هي مجموعة من نوع سمك السلور الطفيلية في عائلة Trichomycteridae. يعد نهر الأمازون الموطن الأصلي للكانديرو. بعض أنواع الكانديرو تنمو إلى 40 سنتيمترا في الطول، والبعض الآخر أصغر بكثير. تعرف هذه الأنواع الأصغر للنزعة المزعومة لغزو وتطفل مجرى البول البشري. على الرغم من التقارير الأثنولوجية التي يعود تاريخها إلى أواخر القرن التاسع عشر إلا أن أول حالة موثقة من إزالة الكانديرو من مجرى البول البشري لم تحدث حتى عام 1997،:211 وحتى هذا الحادث ظل مثيرا للجدل.

## الشكل
الكانديرو أسماك صغيرة يمكن أن تنمو إلى نحو 40 سنتيمترا، لها رأس صغير نسبيا، وبطن منتفخ خصوصا بعد تناول وجبة دم كبيرة. وهي ذات جسم شفاف مما يجعل من الصعب تحديد موقعها في المياه العكرة. هناك باربل حسية قصيرة حول الرأس، جنبا إلى جنب مع أشواك قصيرة على الخياشيم.

## الموقع
تعيش الكانديرو في أنهار الأمازون وأورينوكو في غابات الأمازون. تتغذى الكانديرو على الدم وتتطفل على خياشيم أسماك الأمازون الكبيرة، خصوصا سمك السلور من عائلة Pimelodidae (سلوريات الشكل).